# Micromonosporales
Ordre
Les Micromonosporales sont un ordre de bactéries filamenteuses à Gram positif de la classe des Actinomycetes. Son nom provient de Micromonospora, le genre type de cet ordre.

## Taxonomie
Cet ordre est proposé en 2012 par Olga Genilloud, et validé en 2015 par le Comité international de systématique des procaryotes et publié dans l'IJSEM.
D'après la base LPSN (27 octobre 2023), cet ordre ne comporte qu'une seule famille, les Micromonosporaceae.